# Workman (cràter)
Workman és un cràter d'impacte en el planeta Venus de 17,4 km de diàmetre. Porta el nom de Fanny Workman (1859-1925) muntanyenca i escriptora estatunidenca, i el seu nom va ser aprovat per la Unió Astronòmica Internacional el 1994.